# Сан-Луїджі-дей-Франчезі
Сан-Луїджі-дей-Франчезі (італ. Chiesa di San Luigi dei Francesi) — титулярна церква (з 7 червня 1967) архієпископів Парижа в Римі, розташована біля Пьяцца Навона.

## Історія
Побудована в 1518—1589 роках за сприяння французьких майстрів і присвячена королю Франції Людовику IX.
Проєкт фасаду був, можливо, виконаний Джакомо делла Порта.
У капелі Контареллі виставлено роботи Караваджо (1597—1602), присвячені життю апостола Матвія.

## Особистості
- Андре Вен-Труа кардинал-священик з титулом церкви Сан-Луїджі-деї-Франчезі з 24 листопада 2007 року до смерті 18 липня 2025 року.

## Галерея

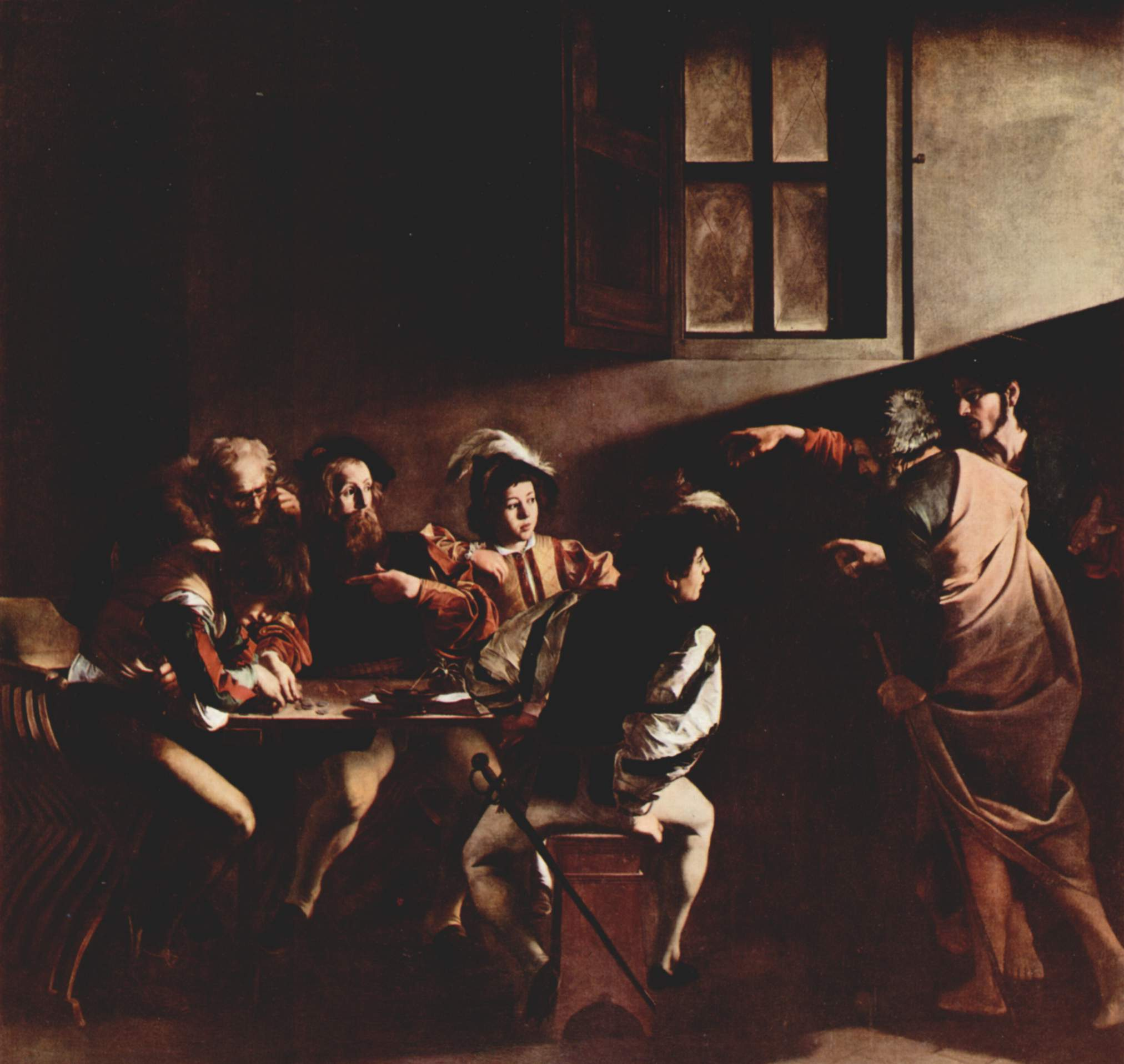
Покликання апостола Матвія
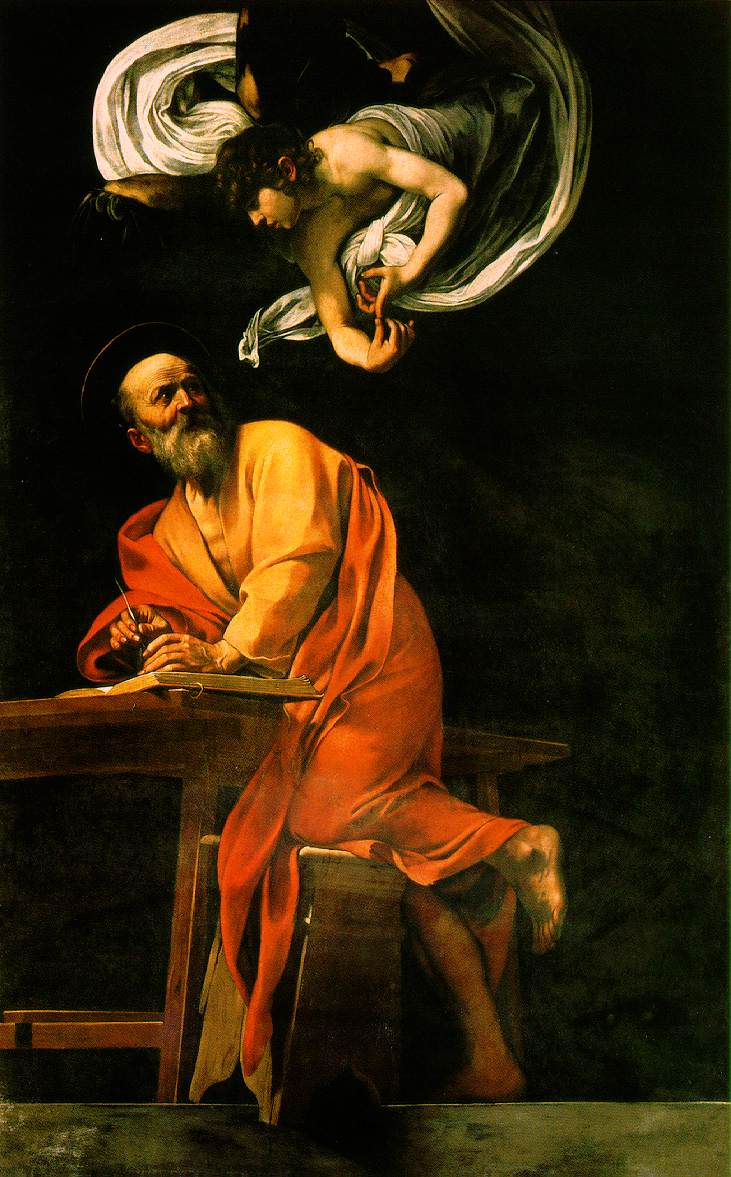
Св. Матвій та ангел
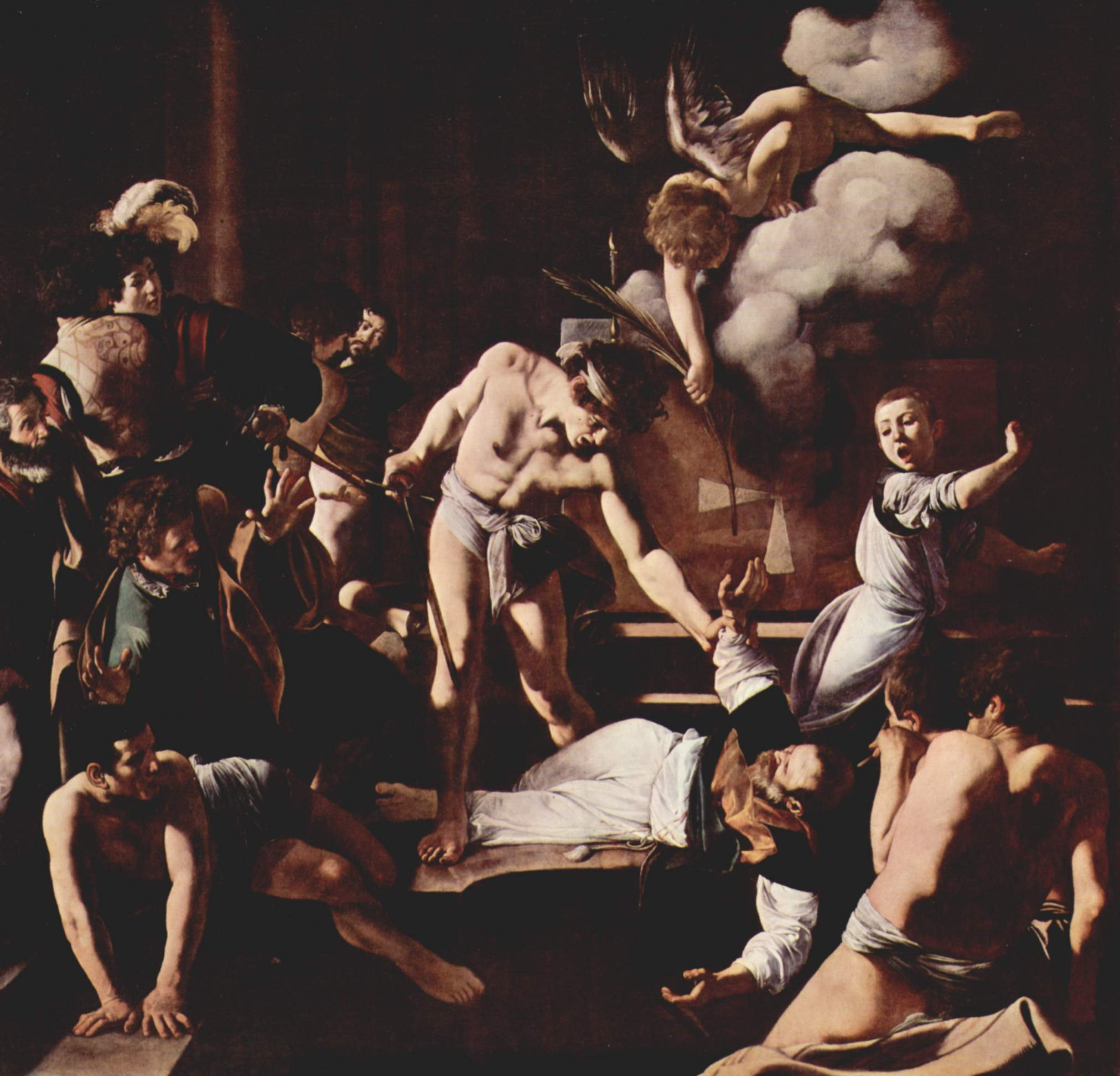
Мучеництво святого Матвія